# Publireportage

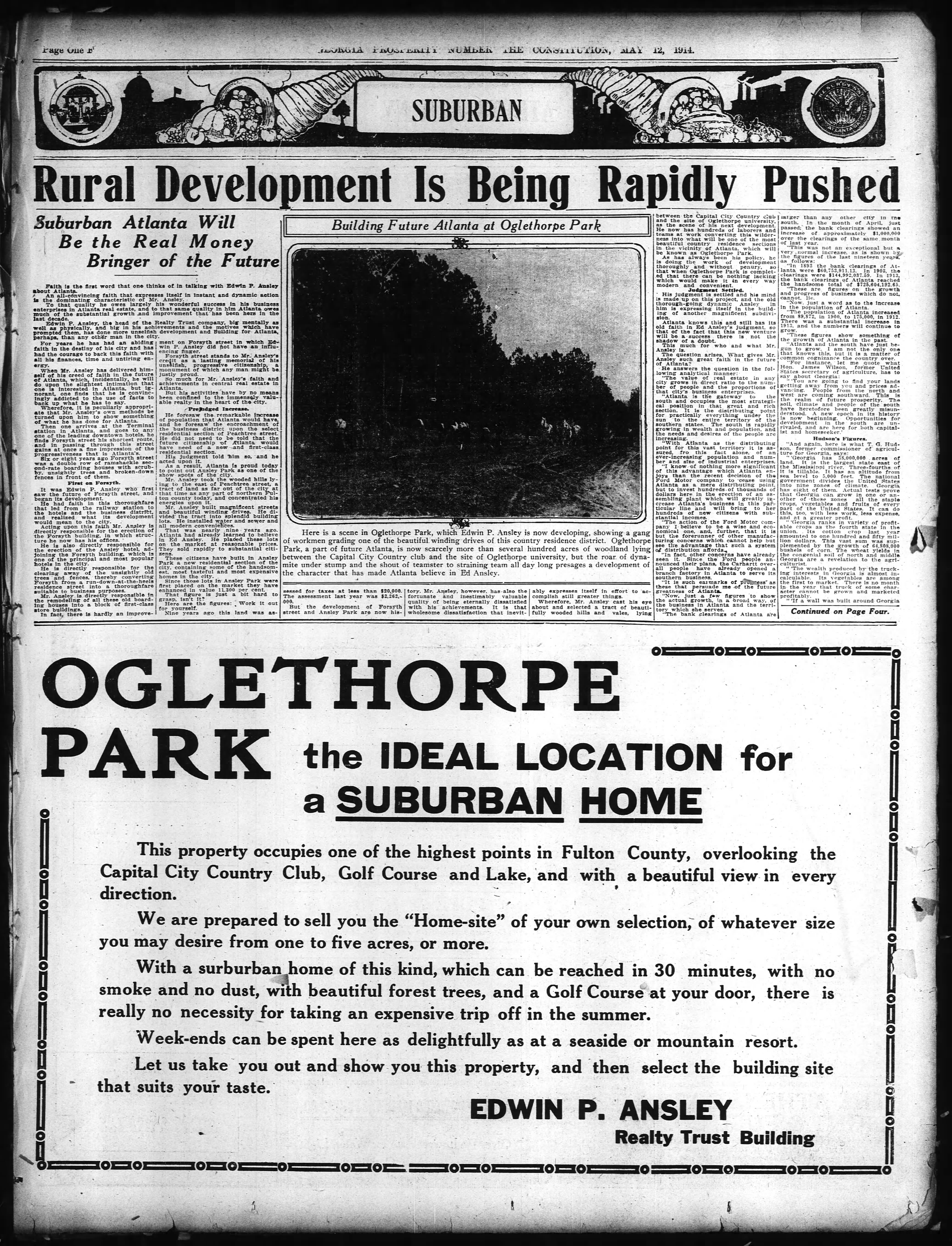
Exemple de publireportage aux États-Unis en 1914.

Le publireportage, également appelé publirédactionnel ou publicommuniqué, est une méthode marketing de promotion commerciale qui passe par la publication, dans la presse écrite, à la télévision, sur internet ou tout autre média, d'un contenu rédactionnel, prônant de manière non directe l'usage d'une marque ou d'un produit vendu par la personne ou l'organisme — le client — qui commandite cette information.
Un publireportage n'est pas une information, c'est de la publicité payante qui présente en général sous la forme d'une histoire les caractéristiques d'une offre, d'un produit, d'une entreprise, son contenu étant rédigé sous le contrôle de l'entreprise, l'annonceur, qui le finance. La publicité traditionnelle, elle, travaille surtout sur l'image des produits et de l'entreprise, à coup de concepts (branding). Dans les deux cas, c'est le client qui est commanditaire, quand la personne qui rédige est l'exécutant.
Cette pratique semble remonter en France aux années 1870, aux temps des « réclames » : des journalistes comme Gaston Vassy rédigent des histoires autour de marques prestigieuses parisiennes comme L.T. Piver qui finance la publication d'un livret. En 1939, Léon-Paul Fargue dénonçait la publicité rédactionnelle qui à son époque, vers 1938, se mélangeait à la véritable information.
Aux États-Unis, cette pratique prend le nom de advertorial à partir de 1946, mais elle remonte à beaucoup plus tôt.
Certains secteurs ont particulièrement recours à cette technique de communication : l'industrie agroalimentaire, le domaine de la mode, les produits amaigrissants, les appareils de culture physique, les produits ménagers, mais également les collectivités locales et l'industrie pétrolière, dont les problématiques complexes nécessitent souvent plus qu'un simple travail sur l'image.
Les médias écrits qui suivent la déontologie du journalisme précisent de manière explicite que ce qu'ils diffusent est à caractère publicitaire en ajoutant la mention « publireportage », « publicommuniqué » ou « communiqué ». La pratique est beaucoup plus rare à la télévision, sur Internet ou à la radio.